# 박규리 (트로트 가수)
박규리(본명: 박강희, 1979년 5월 20일 ~ )은 대한민국의 가수, 국악인이다.
현재 거주지는 대구광역시이다.

## 학력
- 대구수성초등학교 (졸업)
- 덕화중학교 (졸업)
- 경북예술고등학교 (졸업)
- 영남대학교 국악과 (졸업)
- 중앙대학교 국악교육대학원

## 방송
- 2014년 MBC 《세바퀴》
- 2015년 SBS 《자기야 백년손님》
- 2015년 MBC 《진짜 사나이》
- 2015년 KBS1 《TV쇼 진품명품》
- 2015년 KBS2 《출발드림팀 시즌 2》
- 2016년 TV조선 《살림 9단의 만물상》
- 2016년 MBN 《속풀이쇼 동치미》
- 2016년 채널A 《TV 주치의 닥터 지바고》
- 2016년 채널A 《체인지업 라이프 헬로 굿맨》
- 2016년 KBS2 《비타민》
- 2017년 TV조선 《스타쇼 원더풀데이》
- 2017년 포항MBC 《트로통》
- 2017년 채널A 《이제 만나러 갑니다》
- 2017년 GTV 《캠핑카로 떠나는 법률드라이브》
- 2021년 MBC 《생방송 행복드림 로또 6/45》- 게스트 966회

## 음반
- 2014년 사랑의 아리랑
- 2014년 숟가락 젓가락
- 2015년 여자랍니다
- 2015년 당신 쿵 나는 짝
- 2019년 함께 갑시다

## 홍보대사
- 2016년 대구광역시 수성구 홍보대사

## 수상
- 2009년 한국국악협회 최우수강사
- 2011년 제28회 대구연극제 무대예술상
- 2013년 대한민국 나눔실천대상 문화예술부분 대상